# بنيامين فرانكلين تيلي
كان يعمل بنيامين فرانكلين تيلي (29 مارس 1848-18-مارس-1907) كضابط في الأسطول الامريكي مع نهاية الحرب الأهلية الأمريكية التي قامت آيان الحرب الأمريكية الإسبانية، وقد عرف بأنها أول محافظ امريكى منتخب لجزر ساموا وأول قائد للبحرية في هذا الإقليم.
التحق تيلى بالأكاديمية البحرية الامريكية في ذروة اشتداد الحرب الأهلية، ثم تخرج فيها بعد انتهاء الحرب، ثم أخذ يتدرج سُلمه الوظيفى وصولاً إلى أعلى الرُتب، فلما كان ملازماً(أول) شارك في عمليات القمع العسكرية التي قامت بها حكومة الولايات المتحدة ضد عمال السكك الحديدية في ثورة 1877 الكبرى( ثورة السكك الحديدية العظمى)، كما شارك وفريق صغير من البحارة وجنود المارينز في الدفاع عن القنصلية الأمريكية في مدينة (سانتياغو) أثناء الحرب الأهلية التشيلية عام 1891، وعندما كان قائداً آيان الحرب الأمريكية الإسبانية نجح وطاقم مدفعيته- نيو بورت الأمريكية- في أسر سفينتين من سفن الأسطول الإسبانى، وبعد الحرب مع إسبانيا تم تعيينه محافظاً على جزر توتويلا ومانوا( عرفت فيما بعد بجزر ساموا)، وأصدر عدداًمن القرارات القانونية والإدارية التي لم تعهدها تلك الجزر من قبل، وعلى أعتاب نهاية عامه الحادى والاربعين من الخدمة تم ترقيته إلى رتبة عميد، ثم لم يلبث أن توفى نتيجة إلتهاباً رئوياً.

## نشأته ووظيفته
ولد بنيامين فرانكلين تيلى في 29 مارس 1848 في مدينة بريستول( ولاية رود آيلاند)، وكان سادساً لتسع أخوات، ولما كان في عمره الخامس عشر التحق بالأكاديمية البحرية الأمريكية وتحديداً في 22 سبتمبر 1863 آثناء الحرب الأهلية الأمريكية، واضطرت الأكاديمية إلى تغيير موقعها من أنابوليس (ماريلاند) إلى نيو بورت(رود آيلاند) تحت إشراف الولايات الكونفدرالية الأمريكية، وفي عام 1866 تخرج تيلى وكان أول دفعته ثم عمل كضابط في البداية على سفينة فرانكلين ثم على سفينة فروليك، وقضى تيلى ثلاث سنوات على متن سفينة فروليك إلى أن تم ترقيته ليصبح حاملا راية، ثم عمل على سفينة لانكستر وتم ترقيته مرتين: أولهما كانت قبطاناً في 1870 وثانيهما كانت ملازماً( أول) في عام 1871، ثم عمل تيلى على متن سفينة بينساكولا في جنوب المحيط الهادى في الفترة من 1872 إلى 1875، وخدم بعد ذلك على سفينة نيو هامشير ثم سفينة هارت فورد التي قضى بها عامين من الخدمة.

### اعتصام عمال السكة الحديد 1877
بدأ اعتصام موظفو السكك الحديدية العنيف في يوليو 1877 في مدينة مارتن سبورج( ولاية فيرجينيا الغربية)، ثم اشتعلت شرارة الاعتصام في مدن أمريكية أخرى مثل بيتسبورج وفلادلفيا، عندئذ امر الرئيس الأمريكي رذرفورد هايز بالتدخل العسكرى لفض تلك الاعتصامات، وفي ظل تلك الأوقات العصيبة كان القادة العسكريون يخشون وصول المعتصمين من مدينة بالتيمور إلى واشنطن ويخافون أن يدمروا المراكز الحكومية الضعيفة، لذلك تم نقل تيلى بشكل مؤقت إلى سفينة بليموس المتجهة إلى واشنطن عبوراً بنهر البوتوماك، وانقسمت القوات المسئولة عن حماية واشنطن بما في ذلك القوات المسلحة والقوات البحرية وجنود المشاة( المارينز) إلى كتيبة كبيرة مكونة من سبع سرايا (وحدات عسكرية)، وتولى تيلى قيادة السرية "ج"، ولم تكن تلك الإجراءات الوقائية ذات جدوى لأن الحشود المتوقعة من المعتصمين لم تستطع حتى ملاحقة عمليات القمع العسكرية في بلتيمور، وفي خلال فترة وجيزة تم السيطرة أيضاً على مناطق الاعتصام الأخرى.
وبعد الاعتصام تم نقل تيلى إلى سفينة بوتان قبل أن يطلب إجازة لمدة ستة أشهر من أجل الزواج، وفي 6 يونيه 1878 تزوج تيلى من ابنة جراح بحرى تدعى ايميلى ايديلين ويليامسن، ثم غادر معها لقضاء شهر العسل في أوروبا، ولما عاد لقضاء واجبه الوطنى عمل في الأكاديمية البحرية الأمريكية وظل هناك حتى عام 1882 إما في التدريس في الفصول أو في التدريب على السفن، ثم عمل لمدة ثلاث سنوات على سفينة تينيسى، وفي عام 1885 تم ترقيته إلى نقيباً ثم عاد الي التدريس مرة أخرى في الأكاديمية البحرية، وأثناء فترة خدمته هناك تم تعيينه رئيساً على قسمين: قسم علم الفلكالفلك والملاحة والمسح، ثم تم نقله إلى قسم الرسوم الميكانيكية، وفي سبتمبر 1889 انتقل إلى الساحة البحرية في واشنطن لتعليم سلاح المدفعية.

### الحرب الأهلية التشيلية 1890
انتقل تيلى إلى مدينة سان فرانسيسكو( ولاية كاليفورنيا) في عام 1890 للمساعدة في اختبار سفينة سان فرانسيسكو الجديدة فكان الضابط التنفيذى لعملية الاختبار، نقلت السفينة سان فرانسيسكو القوات الأمريكية إلى ميناء فالبارايسو آيان الحرب الأهلية التشيلية عام 1871 لحماية القنصلية الأمريكية في العاصمة التشيلية سانتياغو، وظل تيلى ومئة من الجنود يدافعون عن القنصلية الأمريكية عندما حاصر المتمردين على المدينة، وبعد انتهاء الحرب عاد تيلى مرة أخرى إلى الأكاديمية البحرية الأمريكية ليكون رئيساً لقسم الفلك والملاحة، وفي عام 1896 كان قائداً على سفينة بانكورافت وقام برحلة استكشافية للبحث عن الساحات البحرية بمحاذاة الساحل الشرقى للولايات المتحدة الأمريكية، وفي شهر أكتوبر من العام نفسه تم تعيينه رائداً، وفي عام 1897 تسلم تيلى قيادة سفينة نيو بورت ليبحر إلى نيكاراغوا لتقييم مدى تقدم قناة نيكاراغوا.

### الحرب الأمريكية الإسبانية
أعلنت إسبانيا في 23 مارس 1898 الحرب على الولايات المتحدة الأمريكية نتيجة المساعى الأمريكية لدعم الاستقلال لدولة كوبا عن إسبانيا، وكان تيلى لا يزال قائداً على سفينة نيو بورت وكان في البحر الكاريبي- بؤرة الصراع، وبعد يومين من إعلان الولايات المتحدة الأمريكية الحرب أيضاً على إسبانيا في 27 أبريل، قام تيلى بأسر السفينة الشراعية الإسبانية( باكويتيه) و المركب الشراعى( بيرنو)، ثم شارك تيلى في الحصار البحرى لمدينة سانتياغو دى كوبا ولكنه لم يلحق بالمعركة التي تبعت الحصار مع المدينة نفسها نتيجة وقوف السفينة نيو بورت في خليج جوانتانامو للتزود بالوقود عندما اندلعت الحرب، ولما شرفت الحرب على نهايتها تولى تيلى عملية قصف ميناء مانزانيللو الكوبى، وبعد شهوراً عدة من القتال ساهم تيلى وطاقم سفينته نيو بورت في أسر تسع سفن من سفن الاسطول الإسبانى، وفي نهاية الحرب تم نقله إلى الساحة البحرية لنيو بورت قبل أن يتولى قيادة سفينة فيكسبورج في أكتوبر عام الحرب نفسه.

## قيادة القاعدة البحرية في توتويلا
عربت الولايات المتحدة الأمريكية عن اهتمامها في بناء أول قاعدة بحرية في مدينة باجو باجو( جزر ساموا) في عام 1872، وكان ذلك بناءاً على طلب وزير الولايات المتحدة لهواى هينرى بيرس، وتم كتابة معاهدة على ذلك الأمر، كما تم تسليمها في الموعد المحدد ولكنها لم تلق قبول مجلس الشيوخ الأمريكي، وبعد ست سنوات وتحديداً في 13 فبراير 1878 تم التصديق على معاهدة منفصلة تم التصديق عليها من قبل مجلس الشيوخ الذي ضمن بدوره الإقرار الدبلوماسي للمعاهدة من قبل الحكومة في جزر ساموا، كما اعاد تأكيد تصريح بناء قاعدة بحرية هناك، وبالرغم من عدم وجود اية عقبات سياسية أخرى، فإن عملية تمويل القاعدة لم يتم توزيعها وفق خطة متفق عليها، كما لم يتم أيضاً سوى بناء محطات للوقود فقط، ولم يتم البدء في تشييد تلك القاعدة البحرية إلا بعد عشرين عاماً على أيدي المقاولين المدنيين، وفي بداية عام 1899 تم إسناد مهمة المراقبة على عملية تشييد القاعدة إلى تيلى وكان أول قائداً لها، كما تم تكليفه قيادة السفينة اباريندا التي كانت ستنقل الحديد والفحم إلى منطقة العمل لتصبح بذلك أول سفينة في تلك القاعدة البحرية، وبعد رحلة طويلة قضاها تيلى هناك تم تعيينه محافظاً على جزر توتويلا في 13 أغسطس 
1899.
كانت هناك تغيرات في الأوضاع السياسية في جزر ساموا حتى قبل مجئ تيلى هناك، فلم تلبث الحرب الأهلية الثانية في جزر ساموا ان تنتهى، وتركت البلاد دون أية سلطات حكومية مركزية، وكان بين كلاً من الولايات المتحدة الأمريكية والمملكة المتحدة وألمانيا مصالح اقتصادية واستراتيجية عدائية في المنطقة آنذاك، وفي 10 يونيه 1899 وقعت القوى العظمى الغربية على معاهدة برلين، والتي نصت على تقسيم جزر ساموا إلى جزأين، فالجزء الشرقى كان من نصيب جزيرة توتويلا وهي الجزيرة الأكبر وقد وضع تحت حكم الولايات المتحدة الأمريكية، أما الجزء الغربى الأكبر مساحة وتاريخاً فكان من نصيب ألمانيا، اما بريطانيا فسحبت ادعائتها بعد حصولها على بعض التنازلات من قبل ألمانيا، ولم يكن تيلى على دراية بهذه الاتفاقات حتى 6 ديسمبر  1899.
وبعد أن عرف بهذه الاتفاقية قام بتبليغ الرؤساء المحليين، كما أكد على حكومة الولايات المتحدة الأمريكية بصفتها وشخصها، ولكن حكومة الولايات المتحدة الأمريكية لم تصدر اية قرارات رسمية بشأن التعامل ضد اتفاقية تقسيم الإقليم بعد، وظل تشييد القاعدة البحرية شغل تيلى الشاغل وبعث إلى مدينة أوكلاند النيوزلاندية للحصول على المزيد من المؤن والفحم، وقبل أقل من شهر على عودته وتحديداً في 19 فبراير 1990 وضع الرئيس ويليام ميكنلى الإقليم تحت سيطرة الأسطول الأمريكي، ثم أقر السكرتير المساعد لقائد الاسطول الامريكى تيلى كقائداً للقاعدة البحرية في إقليم توتويلا بعد ان تعهد تيلى ببناء علاقات الحب والمودة مع السكان الأصليين للإقليم.